# Карабаликти
Карабаликти (башк. Ҡарабалыҡты) — озеро на південному сході Башкортостану. Розташоване за 35 км на північний схід від села Аскарово — адміністративного центру Абзеліловського району. Є одним з найбільших озер Башкирського Зауралля.

## Опис
Відноситься до басейну річки Малий Кизил і приурочене до його вододільної частини. Від озера Сабакти відділяється грядою низьких пагорбів. 
Біля озера Карабалыкты чаша за походженням є тектонічною і має параболоїдну форму. Площа дзеркала становить 2,6 км², а площа водозбору — 18,3 км².
Чітко виражені озерна заплава, перша і друга надзаплавні тераси. Пляжі складені різнокольоровими пісками і піщано-гравійно-гальковими відкладеннями. Карабаликти є безстічним озером, коливання рівня за багаторічний період становить близько 1,3 м.
Озерна вода прісна, прозора, гідрокарбонатна кальцієва.

## Етимологія
Найменування озера пов'язане з башкирською назвою риби лин, що мешкає в озері — башк. ҡара балыҡ.

## Цікаві факти
- На західному березі озера Карабаликти виявлена найдавніша на Уралі палеолітична стоянка Урта-Тубе (Мисова)[4].
- На озері рибалки зловили сіткою піранью, віком 4 роки і з нехарактерною для неї великою вагою у 2 кілограми[5].